# Comment Fabien devient architecte
Comment Fabien devient architecte è un cortometraggio del 1901 diretto da Ferdinand Zecca.